# آسترید اشتراوس
آسترید اشتراوس (به انگلیسی: Astrid Strauss) (زادهٔ ۲۴ دسامبر ۱۹۶۸) شناگر اهل آلمان شرقی است.